# Marko Salminen

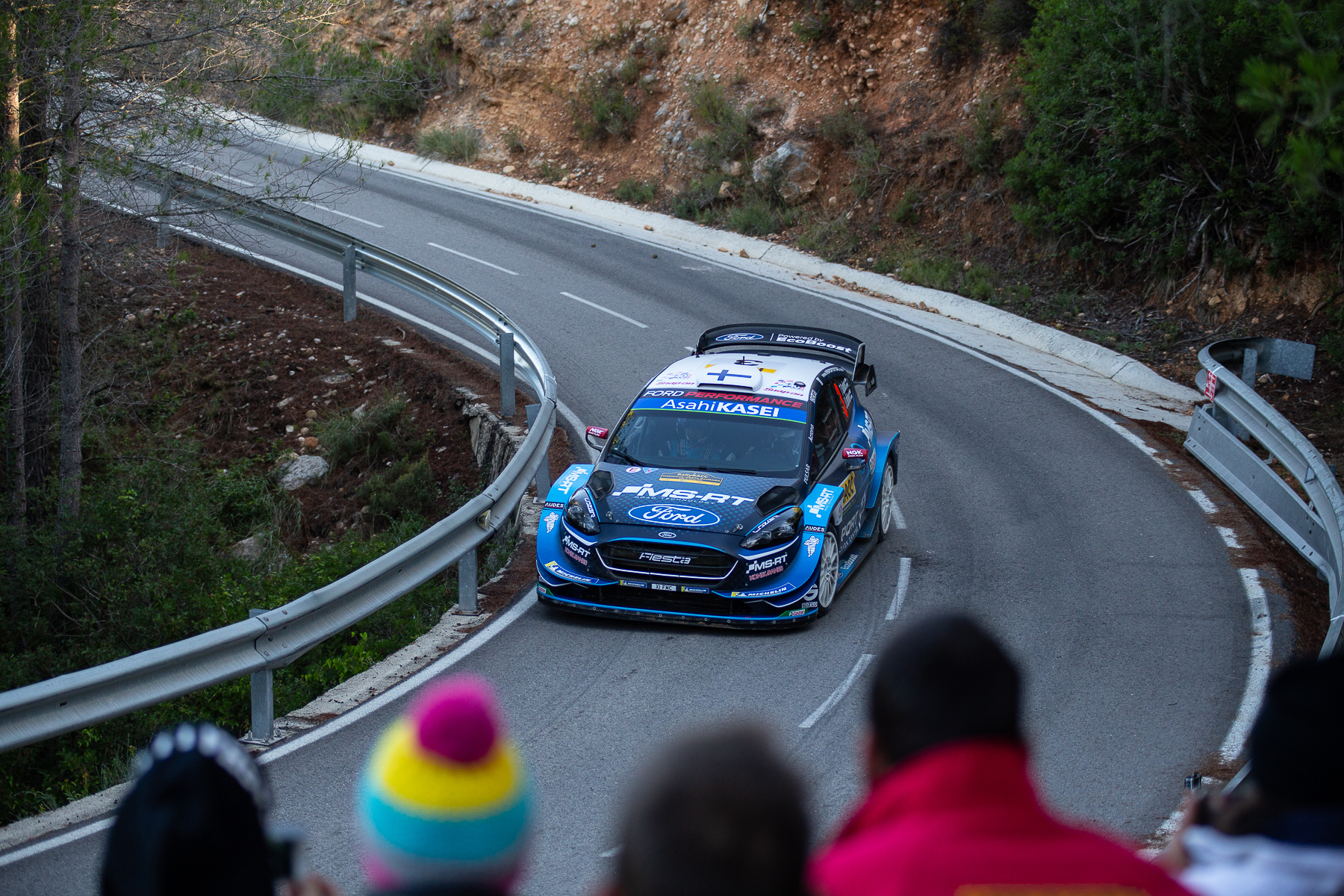

Marko Salminen (10 ottobre 1978) è un copilota di rally finlandese, vincitore del JWRC nel 2021; dal 2024 è tornato a gareggiare in coppia con Sami Pajari.

## Carriera
E' partner di Teemu Suninen nel 2019 World Rally Championship .
Marko Salminen ha iniziato la sua carriera da copilota rallista nel 2008 al Rally Svezia, co-pilota per Jussi Tiippana in una Subaru Impreza STi N12.
A partire dalla stagione 2019, Salminen è partner di Teemu Suninen alla M-Sport Ford WRT per partecipare al campionato rally 2019. Prima dell'inizio della stagione, l'equipaggio finlandese ha fatto la sua prima collaborazione al Rally Show di Monza del 2018, dove è arrivato secondo, appena dietro Valentino Rossi, che ha vinto il suo settimo successo al rally di Monza.

## Vittoria nel mondiale rally

### Junior WRC
| Nº | Anno | Rally              | Pilota      | Vettura            | Squadra             |
| -- | ---- | ------------------ | ----------- | ------------------ | ------------------- |
| 1  | 2021 | Rally d'Estonia    | Sami Pajari | Ford Fiesta Rally4 | Porvoon Autopalvelu |
| 2  | 2021 | Rally di Catalogna | Sami Pajari | Ford Fiesta Rally4 | Porvoon Autopalvelu |

### WRC-3
| Nº | Anno | Rally                  | Pilota         | Vettura                | Squadra             |
| -- | ---- | ---------------------- | -------------- | ---------------------- | ------------------- |
| 1  | 2013 | Rally di Gran Bretagna | Jukka Korhonen | Citroën DS3 R3T        | ADAC Team Weser-Ems |
| 2  | 2021 | Rally Artico           | Teemu Asunmaa  | Škoda Fabia Rally2 Evo | -                   |

### WRC-2
| Nº | Anno | Rally           | Pilota           | Vettura        | Squadra              |
| -- | ---- | --------------- | ---------------- | -------------- | -------------------- |
| 1  | 2018 | Rally di Svezia | Takamoto Katsuta | Ford Fiesta R5 | Tommi Mäkinen Racing |

## Risultati nel mondiale rally

### WRC
| 2008 | Scuderia                              | Vettura                |  |    |  |  |  |  |  |  |    |  |  |  |  |  |  |  | Punti | Pos. |
| ---- | ------------------------------------- | ---------------------- |  | -- |  |  |  |  |  |  | -- |  |  |  |  |  |  |  | ----- | ---- |
| 2008 | Motoring Club e Subaru Rally Team USA | Subaru Impreza STi N12 |  | 27 |  |  |  |  |  |  | 24 |  |  |  |  |  |  |  | 0     |      |

| 2011 | Scuderia | Vettura                                              |  |  |  |  |    |  |  |    |  |  |  |  |  |  |  |  | Punti | Pos. |
| ---- | -------- | ---------------------------------------------------- |  |  |  |  | -- |  |  | -- |  |  |  |  |  |  |  |  | ----- | ---- |
| 2011 |          | Mitsubishi Lancer Evo X e Mitsubishi Lancer Evo X R4 |  |  |  |  | 30 |  |  | 35 |  |  |  |  |  |  |  |  | 0     |      |

| 2012 | Scuderia          | Vettura                 |  |  |  |  |  |  |  |    |  |  |  |  |  |  |  |  | Punti | Pos. |
| ---- | ----------------- | ----------------------- |  |  |  |  |  |  |  | -- |  |  |  |  |  |  |  |  | ----- | ---- |
| 2012 | Proton Motorsport | Proton Satria Neo S2000 |  |  |  |  |  |  |  | 18 |  |  |  |  |  |  |  |  | 0     |      |

| 2013 | Scuderia                                 | Vettura                                 |  |  |  |  |  |  |  |    |  |  |  |  |    |  |  |  | Punti | Pos. |
| ---- | ---------------------------------------- | --------------------------------------- |  |  |  |  |  |  |  | -- |  |  |  |  | -- |  |  |  | ----- | ---- |
| 2013 | Hannu's Rally Team e ADAC Team Weser-Ems | Subaru Impreza STi R4 e Citroën DS3 R3T |  |  |  |  |  |  |  | 14 |  |  |  |  | 28 |  |  |  | 0     |      |

| 2014 | Scuderia           | Vettura                         |  |  |  |  |  |  |  |    |  |  |  |  |    |  |  |  | Punti | Pos. |
| ---- | ------------------ | ------------------------------- |  |  |  |  |  |  |  | -- |  |  |  |  | -- |  |  |  | ----- | ---- |
| 2014 | Hannu's Rally Team | Citroën C2 R2 e Citroën DS3 R3T |  |  |  |  |  |  |  | 15 |  |  |  |  | 31 |  |  |  | 0     |      |

| 2015 | Scuderia           | Vettura             |  |  |  |  |    |  |    |    |  |  |  |  |  |  |  |  | Punti | Pos. |
| ---- | ------------------ | ------------------- |  |  |  |  | -- |  | -- | -- |  |  |  |  |  |  |  |  | ----- | ---- |
| 2015 | Hannu's Rally Team | Citroën DS3 R3T Max |  |  |  |  | 30 |  | 28 | 19 |  |  |  |  |  |  |  |  | 0     |      |

| 2016 | Scuderia | Vettura         |  |  |  |  |  |  |  |     |  |  |  |  |  |  |  |  | Punti | Pos. |
| ---- | -------- | --------------- |  |  |  |  |  |  |  | --- |  |  |  |  |  |  |  |  | ----- | ---- |
| 2016 |          | Peugeot 208 T16 |  |  |  |  |  |  |  | Rit |  |  |  |  |  |  |  |  | 0     |      |

| 2017 | Scuderia             | Vettura        |  |    |  |  |  |    |    |  |     |  |    |  |  |  |  |  | Punti | Pos. |
| ---- | -------------------- | -------------- |  | -- |  |  |  | -- | -- |  | --- |  | -- |  |  |  |  |  | ----- | ---- |
| 2017 | Tommi Mäkinen Racing | Ford Fiesta R5 |  | 22 |  |  |  | 35 | 14 |  | Rit |  | 47 |  |  |  |  |  | 0     |      |

| 2018 | Scuderia             | Vettura        |  |    |  |    |  |    |     |     |  |  |  |    |  |  |  |  | Punti | Pos. |
| ---- | -------------------- | -------------- |  | -- |  | -- |  | -- | --- | --- |  |  |  | -- |  |  |  |  | ----- | ---- |
| 2018 | Tommi Mäkinen Racing | Ford Fiesta R5 |  | 11 |  | 33 |  | 26 | Rit | Rit |  |  |  | 24 |  |  |  |  | 0     |      |

| 2019 | Scuderia         | Vettura         |    |    |     |    |   |   |   |  |  |  |  |  |  |  |  |  | Punti | Pos. |
| ---- | ---------------- | --------------- | -- | -- | --- | -- | - | - | - |  |  |  |  |  |  |  |  |  | ----- | ---- |
| 2019 | M-Sport Ford WRT | Ford Fiesta WRC | 11 | 23 | Rit | 53 | 7 | 5 | 4 |  |  |  |  |  |  |  |  |  | 44    | 12º  |

| 2020 | Scuderia         | Vettura                                |  |    |  |    |  |    |    |  |  |  |  |  |  |  |  |  | Punti | Pos. |
| ---- | ---------------- | -------------------------------------- |  | -- |  | -- |  | -- | -- |  |  |  |  |  |  |  |  |  | ----- | ---- |
| 2020 | Team Flying Finn | Ford Fiesta R2T19 e Ford Fiesta Rally4 |  | 29 |  | 29 |  | 44 | 71 |  |  |  |  |  |  |  |  |  | 0     |      |

| 2021 | Scuderia            | Vettura                                     |  |    |    |    |  |  |    |    |  |     |    |  |  |  |  |  | Punti | Pos. |
| ---- | ------------------- | ------------------------------------------- |  | -- | -- | -- |  |  | -- | -- |  | --- | -- |  |  |  |  |  | ----- | ---- |
| 2021 | Porvoon Autopalvelu | Škoda Fabia Rally2 Evo e Ford Fiesta Rally4 |  | 13 | 25 | 28 |  |  | 21 | 21 |  | Rit | 28 |  |  |  |  |  | 0     |      |

| 2023 | Scuderia                   | Vettura             |  |    |  |  |  |  |  |  |    |  |  |  |  |  |  |  | Punti | Pos. |
| ---- | -------------------------- | ------------------- |  | -- |  |  |  |  |  |  | -- |  |  |  |  |  |  |  | ----- | ---- |
| 2023 | Toyota Gazoo Racing WRT NG | Renault Clio Rally4 |  | 32 |  |  |  |  |  |  | 43 |  |  |  |  |  |  |  | 0     |      |

| 2024 | Scuderia                   | Vettura                |  |    |  |    |     |    |  |  |     |  |  |  |  |  |  |  | Punti | Pos. |
| ---- | -------------------------- | ---------------------- |  | -- |  | -- | --- | -- |  |  | --- |  |  |  |  |  |  |  | ----- | ---- |
| 2024 | Toyota Gazoo Racing WRT NG | Toyota GR Yaris Rally2 |  | 15 |  | 29 | Rit | 60 |  |  | Rit |  |  |  |  |  |  |  | 0     |      |

| 2025 | Scuderia                 | Vettura                |     |   |    |     |   |   |    |   |   |  |  |  |  |  |  |  | Punti | Pos. |
| ---- | ------------------------ | ---------------------- | --- | - | -- | --- | - | - | -- | - | - |  |  |  |  |  |  |  | ----- | ---- |
| 2025 | Toyota Gazoo Racing WRT2 | Toyota GR Yaris Rally1 | Rit | 7 | 45 | Rit | 7 | 7 | 46 | 7 | 5 |  |  |  |  |  |  |  | 48    |      |

| Legenda | 1º posto | 2º posto | 3º posto | A punti | Senza punti | Ritirato | Squalificato | NP=Non partito C=Gara cancellata | Apice=Power stage |

### S-WRC/WRC-2
| 2012 | Scuderia          | Vettura                 |  |  |  |  |  |  |  |   |  |  |  |  |  |  |  |  | Punti | Pos. |
| ---- | ----------------- | ----------------------- |  |  |  |  |  |  |  | - |  |  |  |  |  |  |  |  | ----- | ---- |
| 2012 | Proton Motorsport | Proton Satria Neo S2000 |  |  |  |  |  |  |  | 3 |  |  |  |  |  |  |  |  | 0     |      |

| 2013 | Scuderia           | Vettura               |  |  |  |  |  |  |  |   |  |  |  |  |  |  |  |  | Punti | Pos. |
| ---- | ------------------ | --------------------- |  |  |  |  |  |  |  | - |  |  |  |  |  |  |  |  | ----- | ---- |
| 2013 | Hannu's Rally Team | Subaru Impreza STi R4 |  |  |  |  |  |  |  | 6 |  |  |  |  |  |  |  |  | 0     |      |

| 2017 | Scuderia             | Vettura        |  |   |  |  |  |    |   |  |     |  |    |  |  |  |  |  | Punti | Pos. |
| ---- | -------------------- | -------------- |  | - |  |  |  | -- | - |  | --- |  | -- |  |  |  |  |  | ----- | ---- |
| 2017 | Tommi Mäkinen Racing | Ford Fiesta R5 |  | 9 |  |  |  | 14 | 3 |  | Rit |  | 14 |  |  |  |  |  | 0     |      |

| 2018 | Scuderia             | Vettura        |  |   |  |   |  |    |     |     |  |  |  |    |  |  |  |  | Punti | Pos. |
| ---- | -------------------- | -------------- |  | - |  | - |  | -- | --- | --- |  |  |  | -- |  |  |  |  | ----- | ---- |
| 2018 | Tommi Mäkinen Racing | Ford Fiesta R5 |  | 1 |  | 8 |  | 13 | Rit | Rit |  |  |  | 12 |  |  |  |  | 0     |      |

| 2024 | Scuderia                   | Vettura                |  |    |  |    |     |    |  |  |     |  |  |  |  |  |  |  | Punti | Pos. |
| ---- | -------------------------- | ---------------------- |  | -- |  | -- | --- | -- |  |  | --- |  |  |  |  |  |  |  | ----- | ---- |
| 2024 | Toyota Gazoo Racing WRT NG | Toyota GR Yaris Rally2 |  | 10 |  | 11 | Rit | 31 |  |  | Rit |  |  |  |  |  |  |  | 1     | 58º  |

| Legenda | 1º posto | 2º posto | 3º posto | A punti | Senza punti | Ritirato | Squalificato | NP=Non partito C=Gara cancellata | Apice=Power stage |

### WRC-2 Challenger
| 2024 | Scuderia                   | Vettura                |  |   |  |   |     |    |  |  |     |  |  |  |  |  |  |  | Punti | Pos. |
| ---- | -------------------------- | ---------------------- |  | - |  | - | --- | -- |  |  | --- |  |  |  |  |  |  |  | ----- | ---- |
| 2024 | Toyota Gazoo Racing WRT NG | Toyota GR Yaris Rally2 |  | 8 |  | 9 | Rit | 29 |  |  | Rit |  |  |  |  |  |  |  | 6     | 42º  |

| Legenda | 1º posto | 2º posto | 3º posto | A punti | Senza punti | Ritirato | Squalificato | NP=Non partito C=Gara cancellata | Apice=Power stage |

### P-WRC/WRC-3
| 2008 | Scuderia                              | Vettura                |  |    |  |  |  |  |  |  |   |  |  |  |  |  |  |  | Punti | Pos. |
| ---- | ------------------------------------- | ---------------------- |  | -- |  |  |  |  |  |  | - |  |  |  |  |  |  |  | ----- | ---- |
| 2008 | Motoring Club e Subaru Rally Team USA | Subaru Impreza STi N12 |  | 11 |  |  |  |  |  |  | 6 |  |  |  |  |  |  |  | 0     |      |

| 2011 | Scuderia | Vettura                    |  |  |  |  |  |  |  |   |  |  |  |  |  |  |  |  | Punti | Pos. |
| ---- | -------- | -------------------------- |  |  |  |  |  |  |  | - |  |  |  |  |  |  |  |  | ----- | ---- |
| 2011 |          | Mitsubishi Lancer Evo X R4 |  |  |  |  |  |  |  | 8 |  |  |  |  |  |  |  |  | 0     |      |

| 2013 | Scuderia            | Vettura         |  |  |  |  |  |  |  |  |  |  |  |  |   |  |  |  | Punti | Pos. |
| ---- | ------------------- | --------------- |  |  |  |  |  |  |  |  |  |  |  |  | - |  |  |  | ----- | ---- |
| 2013 | ADAC Team Weser-Ems | Citroën DS3 R3T |  |  |  |  |  |  |  |  |  |  |  |  | 1 |  |  |  | 0     |      |

| 2014 | Scuderia           | Vettura         |  |  |  |  |  |  |  |  |  |  |  |  |   |  |  |  | Punti | Pos. |
| ---- | ------------------ | --------------- |  |  |  |  |  |  |  |  |  |  |  |  | - |  |  |  | ----- | ---- |
| 2014 | Hannu's Rally Team | Citroën DS3 R3T |  |  |  |  |  |  |  |  |  |  |  |  | 3 |  |  |  | 0     |      |

| 2015 | Scuderia           | Vettura             |  |  |  |  |   |  |   |   |  |  |  |  |  |  |  |  | Punti | Pos. |
| ---- | ------------------ | ------------------- |  |  |  |  | - |  | - | - |  |  |  |  |  |  |  |  | ----- | ---- |
| 2015 | Hannu's Rally Team | Citroën DS3 R3T Max |  |  |  |  | 3 |  | 3 | 2 |  |  |  |  |  |  |  |  | 0     |      |

| 2021 | Scuderia | Vettura                |  |   |  |  |  |  |  |  |  |     |  |  |  |  |  |  | Punti | Pos. |
| ---- | -------- | ---------------------- |  | - |  |  |  |  |  |  |  | --- |  |  |  |  |  |  | ----- | ---- |
| 2021 |          | Škoda Fabia Rally2 Evo |  | 1 |  |  |  |  |  |  |  | Rit |  |  |  |  |  |  | 28    | 15º  |

| Legenda | 1º posto | 2º posto | 3º posto | A punti | Senza punti | Ritirato | Squalificato | NP=Non partito C=Gara cancellata | Apice=Power stage |

### Junior WRC[n 5]
| 2014 | Scuderia           | Vettura         |  |  |  |  |  |  |  |  |  |  |  |  |   |  |  |  | Punti | Pos. |
| ---- | ------------------ | --------------- |  |  |  |  |  |  |  |  |  |  |  |  | - |  |  |  | ----- | ---- |
| 2014 | Hannu's Rally Team | Citroën DS3 R3T |  |  |  |  |  |  |  |  |  |  |  |  | 3 |  |  |  | 0     |      |

| 2015 | Scuderia           | Vettura             |  |  |  |  |   |  |   |   |  |  |  |  |  |  |  |  | Punti | Pos. |
| ---- | ------------------ | ------------------- |  |  |  |  | - |  | - | - |  |  |  |  |  |  |  |  | ----- | ---- |
| 2015 | Hannu's Rally Team | Citroën DS3 R3T Max |  |  |  |  | 3 |  | 3 | 2 |  |  |  |  |  |  |  |  | 0     |      |

| 2020 | Scuderia         | Vettura                                |  |    |  |    |  |   |   |  |  |  |  |  |  |  |  |  | Punti | Pos. |
| ---- | ---------------- | -------------------------------------- |  | -- |  | -- |  | - | - |  |  |  |  |  |  |  |  |  | ----- | ---- |
| 2020 | Team Flying Finn | Ford Fiesta R2T19 e Ford Fiesta Rally4 |  | 41 |  | 28 |  | 5 | 4 |  |  |  |  |  |  |  |  |  | 66    | 3º   |

| 2021 | Scuderia            | Vettura            |  |  |    |   |  |  |    |   |  |  |    |  |  |  |  |  | Punti | Pos. |
| ---- | ------------------- | ------------------ |  |  | -- | - |  |  | -- | - |  |  | -- |  |  |  |  |  | ----- | ---- |
| 2021 | Porvoon Autopalvelu | Ford Fiesta Rally4 |  |  | 69 | 2 |  |  | 19 | 2 |  |  | 14 |  |  |  |  |  | 112   | 1º   |